# Harold Granowsky
Harold Granowsky (* 11. Februar 1931 in Indianapolis; † 29. April 1997 in New York City) war ein amerikanischer Jazzmusiker (Schlagzeug) und unter dem Namen Hal Grant Musikproduzent.

## Leben und Wirken
Granowsky zog direkt nach der Highschool von Indianapolis nach New York, wo er mit den Bassisten Red Mitchell und Bill Anthony in Jam-Sessions spielte. Auf Empfehlung von Anthony holte ihn Lennie Tristano 1947 in sein Sextett; bereits im März 1947 war er (noch als Granowsky) an den Aufnahmen zu Crosscurrents beteiligt. Bereits nach wenigen Monaten verließ er die Gruppe wieder. Er arbeitete dann mit Musikern wie Joe Roland, Tony Fruscella und mit Bill Crow im Trio von John Brooks, ab Mitte der 1950er Jahre mit Herbie Mann, Lenny Hambro, Phil Sunkel (Jazz Concerto Grosso), Buddy und Wes Montgomery sowie Bill Evans. Er tourte auch mit den Big Bands von Charlie Barnet und Claude Thornhill.
1963 gründete Granowsky als Hal Grant zusammen mit dem Komponisten John Murtaugh die Musikproduktionsfirma Grant and Murtaugh, die Fernsehjingles produzierte; mit Murtaugh komponierte und arrangierte er auch für Hubert Laws. Später hatte er eine Produktionsfirma mit dem Komponisten Dick Behrke, arbeitete aber als Manager auch mit Ryuichi Sakamoto zusammen.